# Шум прибоя
Шум прибоя (яп. 潮騒) — десятый роман японского писателя Юкио Мисимы, опубликованный в 1954 году. Был удостоен премии издательства «Синтёся».
Роман написан Мисимой после его кругосветного путешествия, в рамках которого он посещает Грецию, произведшую на него колоссальное впечатление. Позже он вспоминал: «Греция излечила меня от ненависти к самому себе, от одиночества и пробудила во мне жажду здоровья в ницшеанском смысле». На создание романа автора вдохновила история Дафниса и Хлои. В этом произведении писатель рассказывает о первой любви юноши-рыбака и девушки-ныряльщицы, описывая их чувства в простом и поэтическом ключе.